# Annalis Leibundgut
Annalis Leibundgut-Maye (* 27. Juni 1932 in Langenthal, Kanton Bern; † 13. September 2014) war eine Schweizer Klassische Archäologin.
Annalis Leibundgut wurde 1969 bei Hans Jucker an der Universität Bern promoviert. Zwischen 1969 und 1975 war sie als Forschungsstipendiatin des Schweizerischen Nationalfonds zu archäologischen Grabungen in Ägypten. 1975 wechselte sie als Wissenschaftliche Assistentin an die Universität Trier, wo sie sich 1978 auch habilitierte. 1980 wurde Leibundgut auf eine C2-Professur auf Zeit in Trier berufen, die 1986 in eine C2-Professur auf Lebenszeit umgewandelt wurde. 1987 wechselte sie auf eine C3-Professur an die Universität Mainz, wo sie bis zu ihrer Pensionierung 1997 und auch darüber hinaus lehrte.
Leibundgut befasste sich mit der griechischen und römischen Kunst, insbesondere der Forschungs-, Sammlungs- und Rezeptionsgeschichte, dem antiken Kunsthandwerk sowie der Koptischen Kunst, insbesondere der koptischen Malerei. Von besonderer Bedeutung sind ihre Arbeiten Die römischen Bronzen der Schweiz sowie die Die römischen Lampen der Schweiz, in denen sie bestimmte Fundgruppen von Schweizer Fundorten grundlegend bearbeitete. Bei der koptischen Malerei lag ihr Schwerpunkt bei der Malerei der Kirche der Anlage 366 von Kellia. Zentrum bei der Forschung zur Rezeptionsgeschichte ist der Apoll von Belvedere. Leibundgut initiierte den Sonderforschungsbereich Kulturelle und sprachliche Kontakte im historischen Raum Nordafrika/Westasien der DFG an der Mainzer Universität mit und blieb diesem auch nach dem Ausscheiden aus der Lehren bis zum Auslaufen 2008 als Forscherin verbunden. Sie war Korrespondierendes Mitglied des Deutschen Archäologischen Instituts.

## Schriften (Auswahl)
- Die römischen Bronzen der Schweiz. Teil 2: Avenches. Philipp von Zabern, Mainz 1976.
- Die römischen Lampen in der Schweiz. Eine kultur- und handelsgeschichtliche Studie. Francke, Bern 1977 (= Dissertation).
- Die römischen Bronzen der Schweiz. Teil 3: Westschweiz, Bern und Wallis. Philipp von Zabern, Mainz 1980. ISBN 3-8053-0366-1.
- Künstlerische Form und konservative Tendenzen nach Perikles. Ein Stilpluralismus im 5. Jahrhundert v. Chr.? (= Trierer Winckelmannsprogramme, Heft 10). Philipp von Zabern, Mainz 1991, ISBN 3-8053-1327-6.
- mit Rolf Gundlach, Manfred Kropp (Hrsg.): Der Sudan in Vergangenheit und Gegenwart. Peter Lang, Frankfurt am Main 1996, ISBN 978-3-631-48091-5.
- mit Gerhard Haeny: Kellia. Kôm Qouçoû 'Isa 366 und seine Kirchenanlagen. (= Recherches suisses d'archeologie copte Band 5.) Peeters, Leuven 1999. ISBN 90-429-0870-X.